# Чекалинская, Наталья Ивановна
Наталья Ивановна Чекалинская (1897 — 1978) — советская белорусская учёная-ботаник, которая специализировалась в области дендрологии.

## Биография

### Происхождение и молодость
Родилась в Бобруйске в семье Ивана Константиновича Петроевского, инженера-железнодорожника. Поскольку мать Натальи умерла во время родов или вскоре после них, отец сразу завел другую семью, а с дочерью познакомился только когда ей исполнилось около 14 лет. Девочку воспитали бабушка и тётя, Наталья Константиновна Петроевская (по мужу Ванькович).
Начальное образование получила в Бобруйской гимназии, которую окончила с золотой медалью в 1914 году. После этого окончила 8-й гимназический класс, что давало право преподавания. Там её преподавателем была Екатерина Васильевна Азбукина, сестра Николая Васильевича Азбукина, которая позже стала женой актёра Владимира Иосифовича Владомирского.
Ещё до революции 1917 года Наталья Ивановна попала в Минск, где, вероятно, работала в Обществе помощи пострадавшим от войны или в другом подобном обществе.
После революции в скором времени Н. Чекалинская познакомилась с будущим мужем Иваном Казимировичем Чекалинским. Супруги были близко знакомы с Адамом Славинским, Стефаном Гельтманом (с последним позже стали сватами), некоторое время жили в одном доме с Якубом Коласом и Иосифом Лёсиком (эти события Я. Колас описывал в рассказе «Во дворе пана Тарбецкого»).
С середины 1930-х годов семья пострадала от доносов из-за связей с теми, кто был признан врагами народа. Наталье Ивановне было запрещено работать в пределах Минска. Она работала в вечерней школе в Щомыслице. В 1939 году благодаря знанию польского и других иностранных языков разбирала Несвижскую библиотеку Радзивиллов.
После войны Н. Чекалинская вернулась на работу в Академию наук, работала в Институте биологии под руководством Н. Д. Нестеровича.

## Семья
- муж — Иван Казимирович Чекалинский[2]
  - сын Богдан (1921 — 29.1.1942) — погиб во время ВОВ[3]
  - дочь Галина (1922 —2002) — актриса и ассистент режиссёра Купаловского театра, жена актёра Бориса Владомирского[4]
  - дочь Ирма-Майя (1925-) — белорусский биохимик, ботаник, кандидат биологических наук, специалист по физиологии растений[5]
  - дочь Юлия (1927 —2002) — белорусский физик, кандидат физико-математических наук, специалист в области физической электроники[6]
  - дочь Наталья (1929—2008) — ботаник, фитопатолог, жена Виктора Степановича Гельтмана

## Научная деятельность
В 1930-е годы, уже имея пятеро детей, окончила биологический факультет БГУ. Работала в новосозданном Ботаническом саду АН БССР.
В 1948-66 годах в Институте биологии.

## Награды
За цикл работ в составе коллектива Института экспериментальной ботаники имени В. Ф. Купревича, Н. Чекалинская получила Государственную премию БССР, при этом она единственная была среди получивших без научной степени.

## В культуре
Якуб Колас посвятил несколько стихотворений Н. Чекалинской. В «Михасёвых приключениях» перечислены дочери Н. Чекалинской, только Ирма стала Инцей.